# Truplaya fini
Truplaya fini är en tvåvingeart som beskrevs av Chandler 1994. Truplaya fini ingår i släktet Truplaya och familjen platthornsmyggor.
Artens utbredningsområde är Israel. Inga underarter finns listade i Catalogue of Life.